# Дејан Илић (песник)
Дејан Илић (Травник, 10. новембар 1961) је српски песник и преводилац.

## Живот
Завршио је италијански језик и књижевност, живи и ради у Београду, преводи поезију и теорију са италијанског и француског језика.

## Поезија
- Фигуре, Рад, Београд, 1995
- У боји без тона, Рад, Београд, 1998
- Лисабон, Рад, Београд, 2001 (Награда „Ђура Јакшић”)
- Дувански пут, Рад, Београд, 2003
- Кварт, Повеља, Краљево, 2005
- Из викенда, Повеља, Краљево, 2008[2]
- Линије бега, изабране песме 1995-2008, Повеља, Краљево, 2011
- Катастар, Повеља, Краљево, 2013 (Награда „Бранко Миљковић”)
- Долина Плистос, Повеља, Краљево, 2017 (Награда „Меша Селимовић”)
- Камперплац, Повеља, Краљево, 2021
- (двојезично италијанско-хрватско издање) Pjesme, HDP, Zagreb, 2005
- (на италијанском) Nella prestagione, Sassello, Novazzano, 2022

## Преводи
Аутор је низа превода савремених италијанских песника (Салваторе Квазимодо, Чезаре Павезе, Бартоло Катафи, Ђорђо Орели, Валерио Магрели, Умберто Фјори, Фабио Пустерла, Клаудио Дамјани, Ђан Марио Вилалта, Марио Луци...) и антологије Тело и поглед. Нови италијански песници (2006). Преводио је Жана Бодријара и Филипа Жакотеа (Награда „Милош Н. Ђурић”).